# Okabe Kinjirō
Okabe Kinjirō (japanisch 岡部 金治郎; geboren 27. März 1896 in Nagoya (Präfektur Aichi); gestorben 8. April 1984) war ein japanischer Elektroingenieur, der mit einem Schlitzanode-Magnetron maßgeblich zur Weiterentwicklung des Magnetrons beitrug, das damit zu einer Mikrowellenröhre wurde.

## Leben und Wirken
Okabe Kinjirō machte als Schüler von Yagi Hidetsugu 1922 seinen Abschluss an der Universität Tōhoku in Sendai. Anschließend war er dort Lektor, dann Assistenzprofessor. Er unterrichtete ab 1935 als Professor an der Universität Osaka.

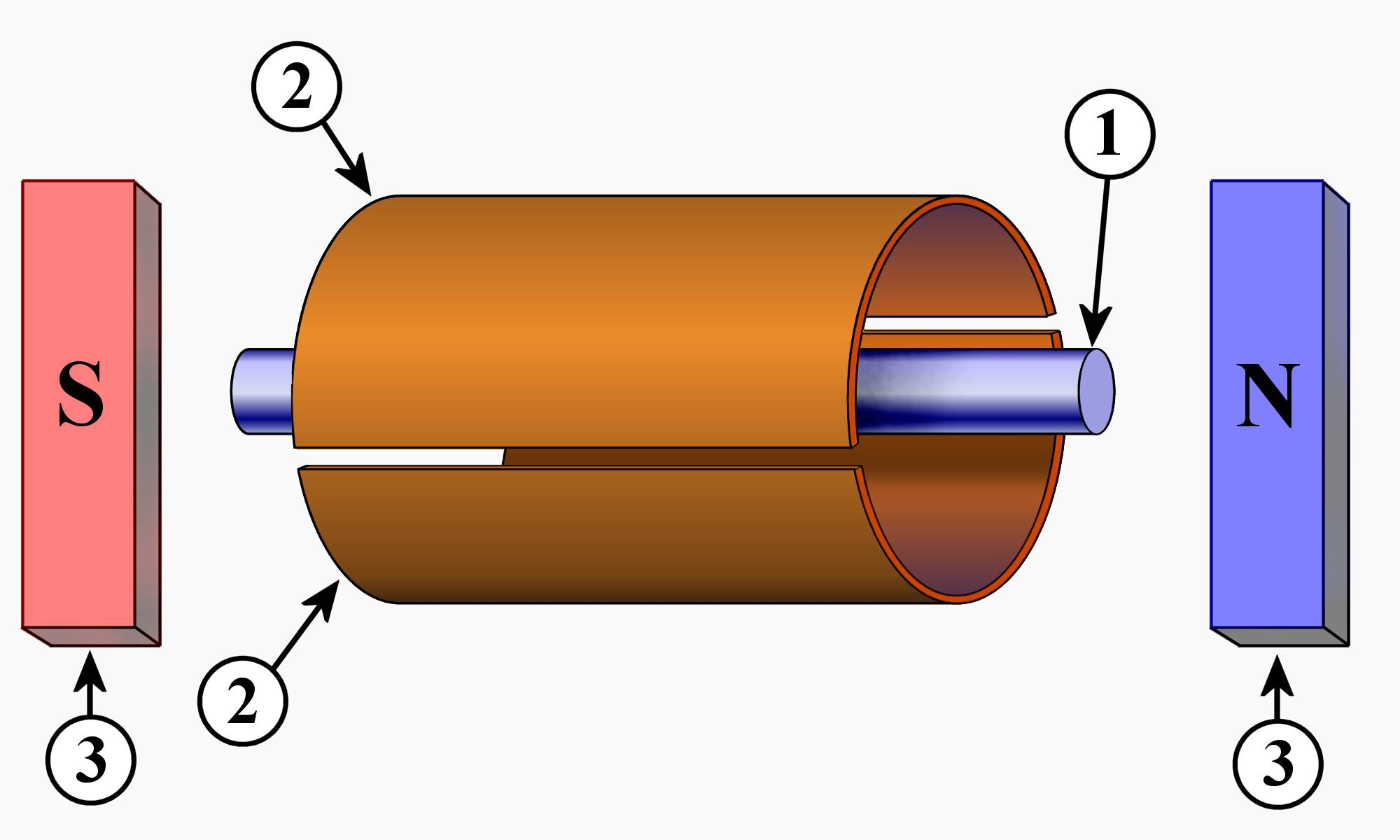
Aufbau der Anode des in dem Patent von Hans E. Hollmann im Jahre 1935 beschriebenen Magnetrons:
1) Kathode, 2) Anoden,
3) Permanentmagnete

Im Jahr 1921 erfand der Physiker Albert W. Hull, Mitarbeiter des Unternehmens General Electric (GE) in den USA, das Magnetron. Durch das Hinzufügen mehrerer Schlitze auf der Anode konnte man mit Hilfe des Magnetrons Mikrowellen erzeugen, es wird dadurch zu einer Mikrowellenröhre. Dieses so genannte Schlitzanode-Magnetron wurde von Erich Habann (1924 in Jena), August Zácek (1924 in Prag) und Okabe Kinjirō (1927 in Sendai, Japan) unabhängig voneinander erfunden. Keiko Nagase-Reimer schreibt hierzu in seiner Dissertation: „Okabes Erfindung ist insofern wichtig, als dass sie Forschungen über das Schlitzanode-Magnetron in amerikanischen großen Instituten veranlasste: Den Erfindungen von Habann und Zácek wurden in den USA kaum Aufmerksamkeit geschenkt. Yagi Hidetsugu, renommierter Schwachstromforscher in Japan, der für eine Weile bei Barkhausen in Dresden geforscht hatte, hatte in der Institute of Radio Engineers (IRE) in den USA im Jahr 1928 mündlich die Erfindung von seinem Schüler Okabe bekannt gemacht und später“ im selben „Jahr in der Proceedings of the IRE veröffentlicht. Aus diesem Anlass wurden die Forschungen über Schlitzanode-Magnetron in GE und Westinghouse Research begonnen.“ Proceedings of the IEEE ist hierbei eine monatlich erscheinende begutachtete wissenschaftliche Fachzeitschrift, die vom Institute of Electrical and Electronics Engineers (IEEE) herausgegeben wird. Mit „Westinghouse Research“ sind die „Westinghouse Research Laboratories“ in Pittsburgh gemeint.
Nach dem Pazifikkrieg beschäftigte er sich mit Ultraschall-Techniken im medizinischen Bereich.
1936 erhielt Okabe den Asahi-Preis, 1941 folgte der Onshi-Preis (恩賜賞 onshi-shō) der Akademie der Wissenschaften, 1944 wurde Okabe mit dem Kulturorden ausgezeichnet und 1951 nachträglich als Person mit besonderen kulturellen Verdiensten geehrt.